# Макстон-Холл – світ між нами
Макстон-Холл — світ між нами (нім. Maxton Hall – Die Welt zwischen uns) — шестисерійний німецький телесеріал із Гаррієт Гербіг-Маттен і Даміаном Гардунгом у головних ролях, заснований на серії книг «Макстон-Холл» Мони Кастен. Серіал вийшов на Prime Video 9 травня 2024 року.

## Сюжет
Рубі Белл походить з сім'ї скромного походження і ніколи не мала контакту з розкішшю. Коли вона отримує стипендію в елітному коледжі «Макстон Холл», її раптом оточують супербагатії. Рубі не дозволяє цьому відволікати її і наполегливо бореться за свою мрію вступити до престижного Оксфордського університету. Однак вона потрапляє в скандал, коли дізнається вибухову таємницю про сім'ю свого зарозумілого однокласника Джеймса Бофорта. Він намагається всіма можливими засобами купити мовчання Рубі, але раптом між ними спалахує іскра.

## Акторський склад
| Актор                 | Роль                |
| --------------------- | ------------------- |
| Гаррієт Гербіг-Маттен | Рубі Белл           |
| Даміан Хардунг        | Джеймс Бофорт       |
| Соня Вайссер          | Лідія Бофорт        |
| Федя ван Хейт         | Мортімер Бофорт     |
| Клелія Сарто          | Корделія Бофорт     |
| Андреа Гуо            | Лін Вон             |
| Юстус Ріснер          | Алістер Еллінгтон   |
| Бен Феліпе            | Кирило Вега         |
| Руна Грейнер          | Ембер Белл          |
| Говінда Чоллеті       | Кешав Пател         |
| Хюн Ваннер            | Персі               |
| Мартін Нойгауз        | Ангус Белл          |
| Юлія-Марія Келер      | Хелен Белл          |
| Козіма Леоні Візенд   | Камілла             |
| Есмаель Агостіньо     | Рен Фіцджеральд     |
| Фредерік Балоньє      | Кіран Резерфорд     |
| Елі Ріккарді          | Елейн Еллінгтон     |
| Ейдін Джалалі         | Грем Саттон         |
| Серена Посадіно       | Джессалін           |
| Томас Дуглас          | Директор Лексінгтон |
| Касем Ходжа           | Тренер Фрімен       |
| Синтія Мікас          | Піппа Вінфілд       |
| Бернд Ламбрехт        | Гарольд Еллінгтон   |
| Густав Шмідт          | єврей               |

## Епізоди
| № серії | Назва серії           | Режисер(и)     | Сценарист(и)                     | Оригінальна дата виходу |
| ------- | --------------------- | -------------- | -------------------------------- | ----------------------- |
| 1       | «Unterm Radar»        | Мартін Шраєр   | Дафна Ферраро                    | 9 травня 2024           |
| 2       | «Adel verpflichtet»   | Мартін Шраєр   | Дафна Ферраро і Марк Шутер       | 9 травня 2024           |
| 3       | «Bloßgestellt»        | Мартін Шраєр   | Дафна Ферраро і Марлен Мельхіор  | 9 травня 2024           |
| 4       | «Stunde der Wahrheit» | Тарек Релінгер | Дафна Ферраро і Зої Хаген        | 9 травня 2024           |
| 5       | «Im Auge des Sturms»  | Тарек Релінгер | Дафна Ферраро і Анна Шимриг      | 9 травня 2024           |
| 6       | «Ein Stück vom Glück» | Тарек Релінгер | Дафна Ферраро і Юліана Ліма Дене | 9 травня 2024           |

## Виробництво
У червні 2023 року Prime Video та UFA Fiction анонсували серіальну адаптації «Save Me». Серіал мав називатися «Maxton Hall — The World Between Us» і складатися з шести епізодів. Режисерами виступили Мартін Шраєр і Тарек Релінгер. Сценарій написали Дафна Ферраро та Юліана Ліма Дене.
Зйомки проходили з початку липня до кінця вересня 2022 року. Місцем зйомок були Лондон, Оксфорд, Потсдам, Берлін і замок Марієнбург та його околиці.
17 травня 2024 року Amazon оголосив, що серіал продовжено на другий сезон.